# 布朗蒂尼
布朗蒂尼（法語：Brantigny，法語發音：[bʁɑ̃tiɲi] ⓘ）是法国大東部大區孚日省的一个市镇，属于埃皮纳勒区。

## 地理
布朗蒂尼（48°20'33"N, 6°16'37"E）面积3.01 平方千米，位于法国大東部大區孚日省，该省份为法国东北部内陆省份，北起默兹省和默尔特-摩泽尔省，西接上马恩省，南至上索恩省和贝尔福地区省，东临上莱茵省和下莱茵省。
与布朗蒂尼接壤的市镇（或旧市镇、城区）包括：吕涅、于布西、沙尔姆、弗洛雷蒙。

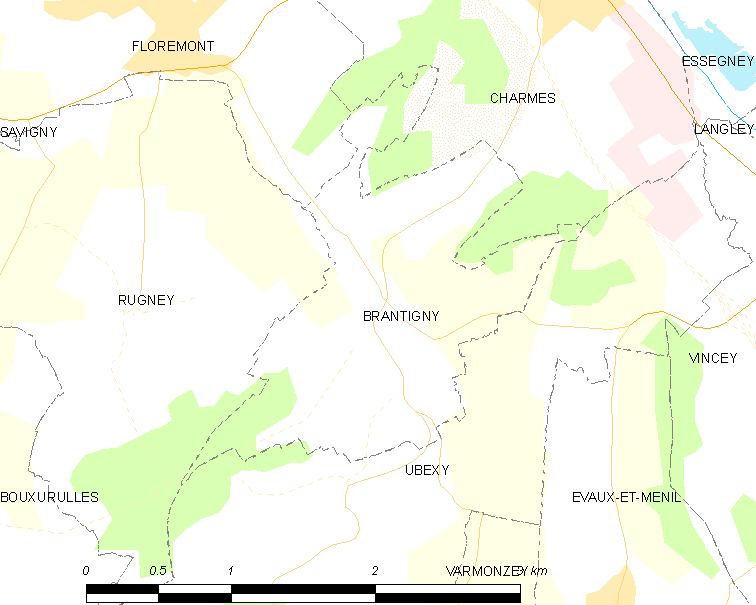
布朗蒂尼的OSM定位图

布朗蒂尼的时区为UTC+01:00、UTC+02:00（夏令时）。

## 行政
布朗蒂尼的邮政编码为88130，INSEE市镇编码为88073。

## 政治
布朗蒂尼所属的省级选区为沙尔姆县。

## 人口

1962-2008年间布朗蒂尼人口变化图示

布朗蒂尼于2022年1月1日时的人口数量为200人。